# Южноуральское водохранилище
Южноуральское водохранилище — искусственный водоём созданный в 1952 году на реке Увельке в Челябинской области России. Водохранилище образовано по окончании строительства плотины Южноуральской ГРЭС.

## География
Расположено в Южноуральском городском округе Челябинской области. В южной части водоёма — город Южноуральск, на северо-восточном берегу — село Кичигино, на восточном — Кичигинский бор. Площадь поверхности — 17,2 км², наибольшая глубина до 11 метров.

## Животный мир
Водятся плотва, окунь, щука, лещ и некоторые другие виды рыб. В 1965 году произвели посадку судака личинками и производителями. Особенно хорошо прижился здесь лещ, посадки которого производились с 1954 по 1960 год и в 2014 г. Десятками и сотнями тысяч штук вылавливается здесь молодь леща для разведения в других водоемах. Водохранилище становится очень ценным питомником леща.

## Антропогенная нагрузка
Служит источником водозабора и водоёмом охладителем для Южноуральской ГРЭС, а также основным резервуаром питьевой воды для Южноуральска.
Имеет рекреационное значение: на берегах водохранилища расположены базы отдыха и детские лагеря (Звездный, Олимпия, Лесная сказка).
На берегах водохранилища находятся населённые пункты: Южноуральск, Берёзовка, Кичигино.